# Football Club Carpenedolo
Il Football Club Carpenedolo S.S.D., meglio noto come Carpenedolo, è una società calcistica italiana con sede nel comune di Carpenedolo, in provincia di Brescia. Milita in Eccellenza, la quinta divisione del campionato italiano.
Il club vanta quale maggior risultato sei partecipazioni consecutive al campionato di Serie C2, con un secondo posto come miglior piazzamento.
Fondato nel 2020 con la denominazione Football Club Carpenedolo è erede dei precedenti sodalizi costituitisi rispettivamente nel 1957 come Unione Sportiva Carpenedolo e nel 2012 come Atletico Carpenedolo.
I colori sociali sono il rosso e il nero. Disputa le partite di casa allo stadio Mundial '82.

## Storia

### Dalle origini alla Serie D
Nel 1957 viene fondata l'Unione Sportiva Carpenedolo che cambiò nome in Unione Sportiva Bober Carpenedolo nel 1959, per poi tornare alla denominazione originaria nel 1960. Nel 1965 la squadra assunse infine la denominazione di Associazione Calcio Carpenedolo e nel 1974 raggiunse la Promozione e vi militò fino al 1983.
Successivamente la squadra retrocesse fino ad arrivare in Terza Categoria, ma dalla stagione 1996-1997 il Carpenedolo iniziò una scalata che lo portò a vincere quattro campionati consecutivi così da raggiungere l'Eccellenza nel 2000. Nella stagione 2002-2003 dopo aver terminato il proprio campionato al secondo posto e aver vinto i play-off regionali e nazionali la squadra bresciana conquistò la promozione in Serie D.

### La Serie C2
Nel 2004 i bresciani ottennero la promozione in Serie C2 in seguito ad un campionato vinto con 68 punti in serie D. I rossoneri sfiorarono lo storico colpaccio della promozione in C1 nel campionato 2005-2006, dove la squadra venne allestita per puntare al salto di categoria. L'undici allenato da Gianluca Gaudenzi (subentrato a Mauro Melotti), raggiunse la finale play-off contro l'Ivrea, ma perse la possibilità del salto di categoria sul campo dei piemontesi dopo essere anche passato in vantaggio (1-1 il risultato finale).
Nella stagione sportiva 2008-2009 della Lega Pro Seconda Divisione, il Carpenedolo si è classificato al 13º posto, candidandosi per il play-out di categoria. Il 7 giugno 2009 conquistò la salvezza battendo, nella doppia sfida dei play-out di categoria, il Montichiari, avversaria storica. Il 3 luglio 2009 la società ufficializzò l'avvicendamento sulla panchina della squadra per la stagione 2009-2010, tra Mauro Melotti e Francesco Zanoncelli.
Nel maggio 2010 la formazione rossonera, dopo sei anni nel calcio professionistico, retrocesse in Serie D, categoria nella quale militò nella stagione 2010-2011, inserita nel girone D. Tale stagione fu travagliata per i rossoneri che giunsero in zona play-out; negli "spareggi salvezza" contro il Ponsacco la squadra bresciana perse sia l'andata che il ritorno, retrocedendo così in Eccellenza Lombardia.

### Il ritorno in Serie D e il trasferimento a Montichiari
Tornato in serie D, al termine della stagione 2010-2011 retrocede in Eccellenza dopo aver perso i play-out ma viene ripescato in Serie D per la stagione 2011-2012. Ottenuta la salvezza ai play-out contro il Darfo Boario, trasferì la sede nella vicina Montichiari (la cui squadra, il Montichiari, non si è più iscritta in Lega Pro) cambiando i colori sociali in rosso e blu e formando così il nuovo Football Club Atletico Montichiari.

### La rifondazione
In seguito al trasferimento, una nuova compagine ne acquista loghi e tradizione sportiva e sotto il nome di Atletico Carpenedolo riparte dal settore giovanile.
Dopo aver svolto per tre anni attività a livello giovanile nel 2015 la squadra si iscrive in Terza Categoria bresciana e nel 2018 dopo aver vinto i play-off viene promosso in Seconda Categoria. La stagione 2018-2019 viene chiusa con un quarto posto e l'Atletico Carpenedolo è ripescato in Prima Categoria.
Nell'estate 2020 avviene il cambio societario: l'Atletico Carpenedolo cessa la sua attività e subentra il Football Club Carpenedolo Società Sportiva Dilettantistica S.r.l. società capitanata dal presidente Stefano Pedrini che con l'acquisizione del titolo sportivo dello Sporting Desenzano approda in Eccellenza.

## Colori e simboli

### Colori
I colori sociali del club sono il rosso e il nero.

### Simboli ufficiali

#### Stemma
Lo stemma del Carpenedolo è rappresentato da un pallone di cuoio anni '30 contornato da un alloro rosso e la dicitura della società.

## Strutture

### Stadio
Il Carpenedolo disputa le partite casalinghe presso lo stadio Mundial '82, costruito nel 1982. È dotato di 3 000 posti a sedere e un terreno in erba naturale dalle dimensioni di 105x65 m.

## Società

### Sponsor
- ?- Erreà

## Allenatori e presidenti
- 1957-1958  Giovanni Mazza
- 1958-1959  Francesco Bologna
- 1959-1962  Giovanni Mazza
- 1962-1963  Luigi Dal Fior
- 1963-1964  Enrico Pesci
- 1964-1965  Andrea Ferlinghetti
- 1965-1966  Enrico Pesci
 Desiderati
- 1966-1968  Giovanni Mazza
- 1968-1971  Romano Di Bari
- 1971-1975  Giovanni Mazza
- 1975-1977  Franco Serini
- 1977-1979  Mario Lodetti
- 1979-1981  Giovanni Mazza
- 1981-1982  Luciano Cappello
 Luigi Bettari
- 1982-1983  Gerardo Bettari e  Tiziano Tosoni
 Mario Coffani
- 1983-1984  Mario Coffani
- 1984-1985  Angelo Pedrazzini
- 1985-1986  Walter Padovani
 Tiziano Tosoni
- 1986-1987  Gerardo Bettari
- 1987-1988  Piero Rozzini
 Gerardo Bettari
 Piero Rozzini
- 1988-1989  Nino Virgilio Comini
- 1989-1990  Giuseppe Comini
 Mario Lodetti
- 1990-1991  Mario Lodetti
- 1991-1992  Roberto Fogliata
- 1992-1993  Daniele Ruffini
 Aldo Bresciani
- 1993-1994  Franco Ravera
- 1994-1995  Bruno Malacrida
- 1995-1996  Malacrida
 Daniele Ruffini
- 1996-1997  Sergio Tommasi
 Tiziano Zilioli

1997-1998  Federico Frigerio
- 1998-1999  Federico Frigerio
 Ruggero Casari
- 1999-2000  Davide Onorini
- 2000-2001  Davide Onorini
 Mauro Bandera
- 2001-2004  Ermanno Franzoni
- 2004-2005   Ermanno Franzoni
 Mauro Melotti
- 2005-2006  Mauro Melotti
 Gianluca Gaudenzi
- 2006-2007  Gianluca Gaudenzi
 Gian Cesare Discepoli
- 2007-2008  Ernesto Ciulli
- 2008-2009  Ernesto Ciulli
 Mauro Melotti
- 2009-2010  Francesco Zanoncelli
 Angelo Colombo
- 2010-2011  Ermanno Franzoni
 Francesco Vincenzi
 Ermanno Franzoni
 Fabrizio Pavese
- 2011-2012  Angelo Colombo
 Marco Torresani
- 2012-2015 Attività a livello giovanile
- 2015-2016  Stefano Orlandi
 Federico Frigerio
- 2016-2017  Federico Frigerio
- 2017-2020  Fabio Esposito
- 2020-  Sandro Novazzi

- 1957-1958  Giuseppe Manni
- 1958-1959  Adelelmo Papotti
- 1959-1960  Luciano Chiarini
- 1960-1962  Cesare Vernizzi
- 1962-1963  Zonta
 Bologna
- 1963-1964  Pietro Rossini
- 1964-1965  Giuseppe Fogliata
- 1965-1966  Adelelmo Bellandi
- 1966-1971  Angelo Magri
- 1971-1973  Enrico Azzi
- 1973-1975  Luciano Baratti
- 1975-1982  Luciano Baratti
- 1982-1984  Francesco Bologna
- 1984-1995  Giuseppe Fogliata
- 1995-2004  Francesco Malpezzi
- 2004-2007  Tommaso Ghirardi
- 2007-2008  Francesco Ferraris
- 2008-2012  Maurizio Viola
- 2012-2020  Innocente Marcolini
- 2020-  Stefano Pedrini

## Palmarès

### Competizioni interregionali
- Serie D: 1

2003-2004 (girone B)

### Competizioni regionali
- Promozione: 1

1999-2000 (girone F)
- Prima Categoria: 3

1973-1974, 1979-1980, 1998-1999
- Seconda Categoria: 1

1997-1998

### Competizioni provinciali
- Terza Categoria: 3

1960-1961, 1988-1989, 1996-1997

## Statistiche e record

### Partecipazione ai campionati
| Livello | Categoria                  | Partecipazioni | Debutto   | Ultima stagione | Totale |
| ------- | -------------------------- | -------------- | --------- | --------------- | ------ |
| 4º      | Serie C2                   | 4              | 2004-2005 | 2007-2008       | 6      |
| 4º      | Lega Pro Seconda Divisione | 2              | 2008-2009 | 2009-2010       | 6      |
| 5º      | Serie D                    | 3              | 2003-2004 | 2011-2012       | 3      |

### Partecipazione alle coppe
| Competizione          | Partecipazioni | Debutto   | Ultima stagione | Totale |
| --------------------- | -------------- | --------- | --------------- | ------ |
| Coppa Italia          | 1              | 2006-2007 | 2006-2007       | 1      |
| Coppa Italia Serie C  | 4              | 2004-2005 | 2007-2008       | 6      |
| Coppa Italia Lega Pro | 2              | 2008-2009 | 2009-2010       | 6      |
| Coppa Italia Serie D  | 3              | 2003-2004 | 2011-2012       | 3      |
| Poule Scudetto        | 1              | 2003-2004 | 2003-2004       | 1      |

## Tifoseria

### Storia
Il Carpenedolo ha un ridotto seguito di tifosi e i principali gruppi di ultras sono le Teste Balorde e gli Ultras Carpenedolo.